# Ussac
Ussac is een gemeente in het Franse departement Corrèze (regio Nouvelle-Aquitaine). De gemeente telde 4.271 inwoners op 1 januari 2022. De plaats maakt deel uit van het arrondissement Brive-la-Gaillarde.
De kerk Saint-Julien (12e-14e eeuw) in het historisch centrum van Ussac is een historisch monument.

## Geschiedenis
De plaats werd voor het eerst vermeld in 945. Ussac was een parochie die afhing van de benedictijner abdij van Tulle en in de 13e eeuw werd hier een priorij gesticht. Op wereldlijk vlak vormde Ussac met Le Vergy een baronie. In 1588 kwam Ussac onder protestants bestuur en kreeg het een protestantse kerk.

## Geografie
De oppervlakte van Ussac bedroeg op 1 januari 2022 24,63 vierkante kilometer; de bevolkingsdichtheid was toen 173,4 inwoners per km².
De gemeente grenst in het zuiden aan de stad Brive-la-Gaillarde. De autosnelwegen A20 en A89 lopen door de gemeente. In de gemeente liggen tientallen dorpen en gehuchten waaronder de dorpen Lintillac, Le Vergy en Chaumont.
De Maumont stroomt door de gemeente terwijl de Vézère en de Corrèze in het zuidwesten de grens van de gemeente vormen.
De onderstaande kaart toont de ligging van Ussac met de belangrijkste infrastructuur en aangrenzende gemeenten.

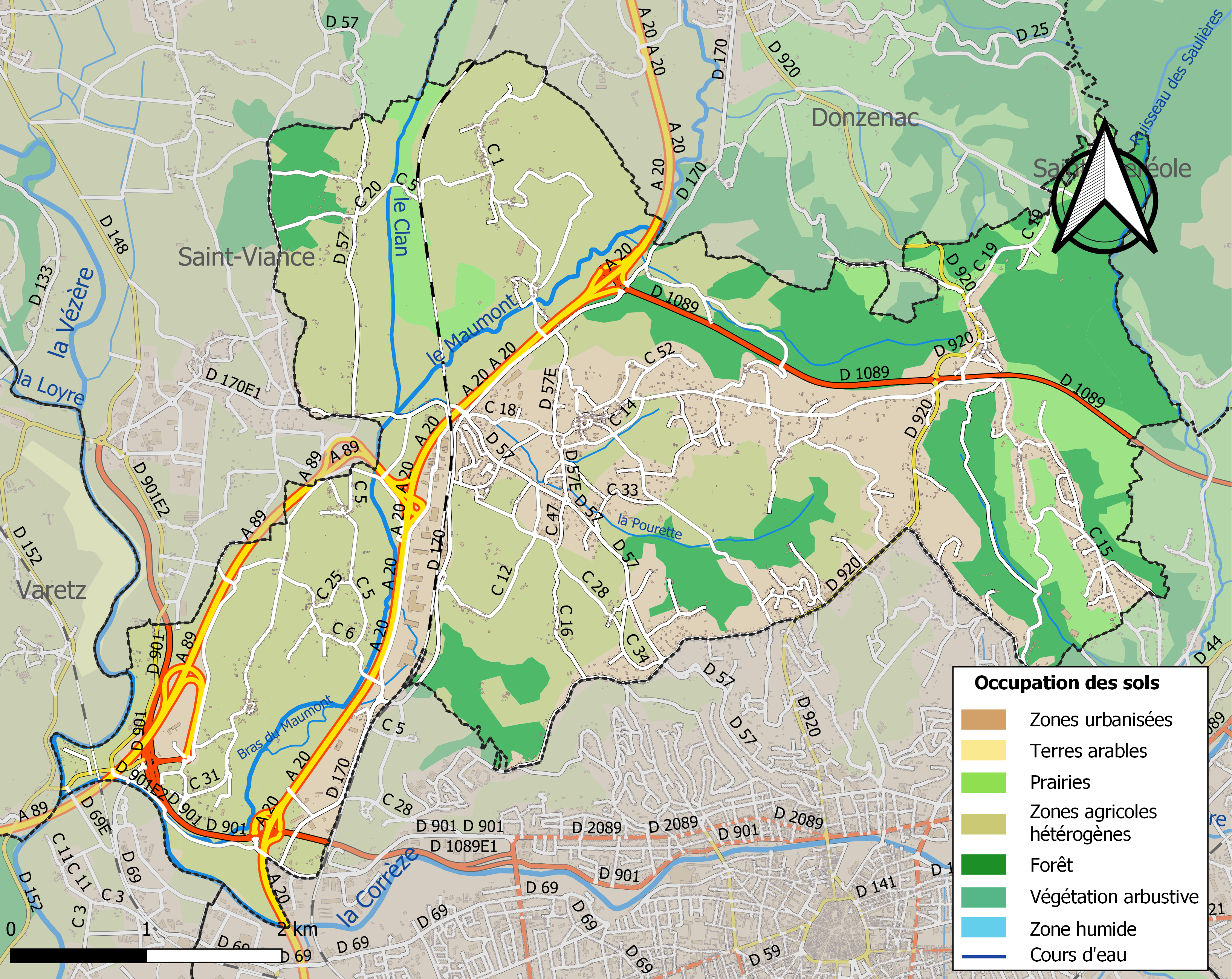

## Demografie
Onderstaande figuur toont het verloop van het inwonertal (bron: INSEE-tellingen).